# 奧林匹亞中心
奧林匹亞中心（Olympia Centre）是一棟位於美國伊利諾州芝加哥的商住混用摩天大樓，建築高度為221公尺（725英尺），共63層，建築設計師為SOM建築設計事務所。大廈名稱來源自原開發商奧林匹亞與約克公司（Olympia and York）。日本駐芝加哥總領事館的辦公室位於奧林匹亞中心第1100號房。

## 建築設計
奧林匹亞中心外牆是由義大利製瑞典產花崗岩覆蓋，建築時間從1981年開工，於1986年完工。建築主體總共分成三個區塊，最下面5層為尼曼百貨公司所有，第6到第23層為商業辦公室，第24層道地63層為分契式公寓。